# Drimys lamii
Drimys lamii är en tvåhjärtbladig växtart som beskrevs av Friedrich Ludwig Diels. Drimys lamii ingår i släktet Drimys och familjen Winteraceae. Inga underarter finns listade.